# ARMA (série)

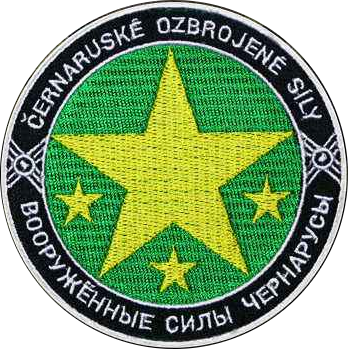
Selo da Força de Defesa da Chernarussian

ARMA é uma série de videojogos militares táticos de tiro em primeira e terceira pessoa, com aspectos de simulação e realismo, destinado para o Microsoft Windows, com certas exceções. A série é produzida pelo estúdio checo Bohemia Interactive Studio. O primeiro título da série foi publicado em 2006 e o mais recente em 2013.

## História[nota 1]

### ARMA: Armed Assault
ARMA: Armed Assault, ou  ARMA: Combat Operations (nos Estados Unidos), é o primeiro jogo da série, lançado em novembro de 2006 na República Checa, fevereiro de 2007 na Europa, e maio de 2007 nos Estados Unidos. Usa o motor de jogo Real Virtuality 2. É considerado sucessor espiritual de Operation Flashpoint: Cold War Crisis.

### ARMA: Queen's Gambit
ARMA: Queen's Gambit é um pacote de expansão para ARMA: Armed Assault lançado em setembro de 2007.

### ARMA 2
ARMA 2 é um jogo de mundo aberto lançado em junho de 2009. Ganhou popularidade com o mod não oficial DayZ, desenvolvido por Dean Hall, em que o jogador deve sobreviver um apocalipse zumbi em mundo aberto com outros jogadores. O mod necessita, além do ARMA 2, o jogo Operation Arrowhead. No final de 2013 o mod foi adaptado em um jogo em si, DayZ, pela Bohemia Interactive.

### ARMA 2: Operation Arrowhead
ARMA 2: Operation Arrowhead foi lançado em junho de 2010 com o motor de jogo Real Virtuality 3.

### ARMA 2: Reinforcements
ARMA 2: Reinforcements é um pacote de expansão para o ARMA 2. Inclui os DLCs ARMA 2: British Armed Forces e ARMA 2: Private Military Company.

### ARMA: Cold War Assault
Em julho de 2011, a Bohemia Interactive relançou Operation Flashpoint com o nome de ARMA: Cold War Assault, já que Codemasters retinha o direito ao nome "Operation Flashpoint". O jogo está disponível em múltiplas plataformas de venda. Esse lançamento não inclui a expansão Red Hammer, que foi desenvolvida pela Codemasters. O jogo usa o motor Real Virtuality.

### ARMA 2: Firing Range
ARMA 2: Firing Range é um jogo lançado para o Android e iOS em julho de 2011.

### ARMA Tactics
ARMA Tactics é um jogo para o Nvidia Shield e aparelhos Android com Nvidia Tegra3 e Tegra4. Foi lançado em maio de 2013 usando o motor Unity.

### ARMA 3
ARMA 3 foi lançado em setembro de 2013 usando o motor Real Virtuality 4. O jogo toma lugar em duas ilhas do Mar Egeu, Altis e Agios Efstratios, com 270km² e 20km², respectivamente. Foi aberto para o público pela primeira vez em 5 de março de 2013, usando o programa de early access da Steam.